# Šlapanov
Šlapanov település Csehországban, a Havlíčkův Brod-i járásban. Šlapanov Vysoká, Brzkov, Věžnice, Štoky, Přibyslav, Bartoušov, Havlíčkův Brod és Dlouhá Ves településekkel határos. Lakosainak száma 797 fő (2024. január 1.).

## Népesség
A település lakosságának változását az alábbi diagram mutatja:
| Lakosok száma | 687  | 736  | 788  | 801  | 830  | 797  | 806  | 834  | 800  | 797  |
|               | 1869 | 1890 | 1921 | 1950 | 1980 | 2001 | 2017 | 2019 | 2022 | 2024 |